# Parag Agrawal
Parag Agrawal (Ajmer, 21 maggio 1984) è un informatico e dirigente d'azienda indiano naturalizzato statunitense.
È stato dal novembre 2021 all'ottobre 2022 amministratore delegato di Twitter, dopo aver ricoperto per alcuni anni la carica di chief technical officer. Prima di entrare nel 2011 in Twitter ha lavorato per AT&T, Microsoft e Yahoo!.